# Fond (bateau)
Pour les articles homonymes, voir Fond.

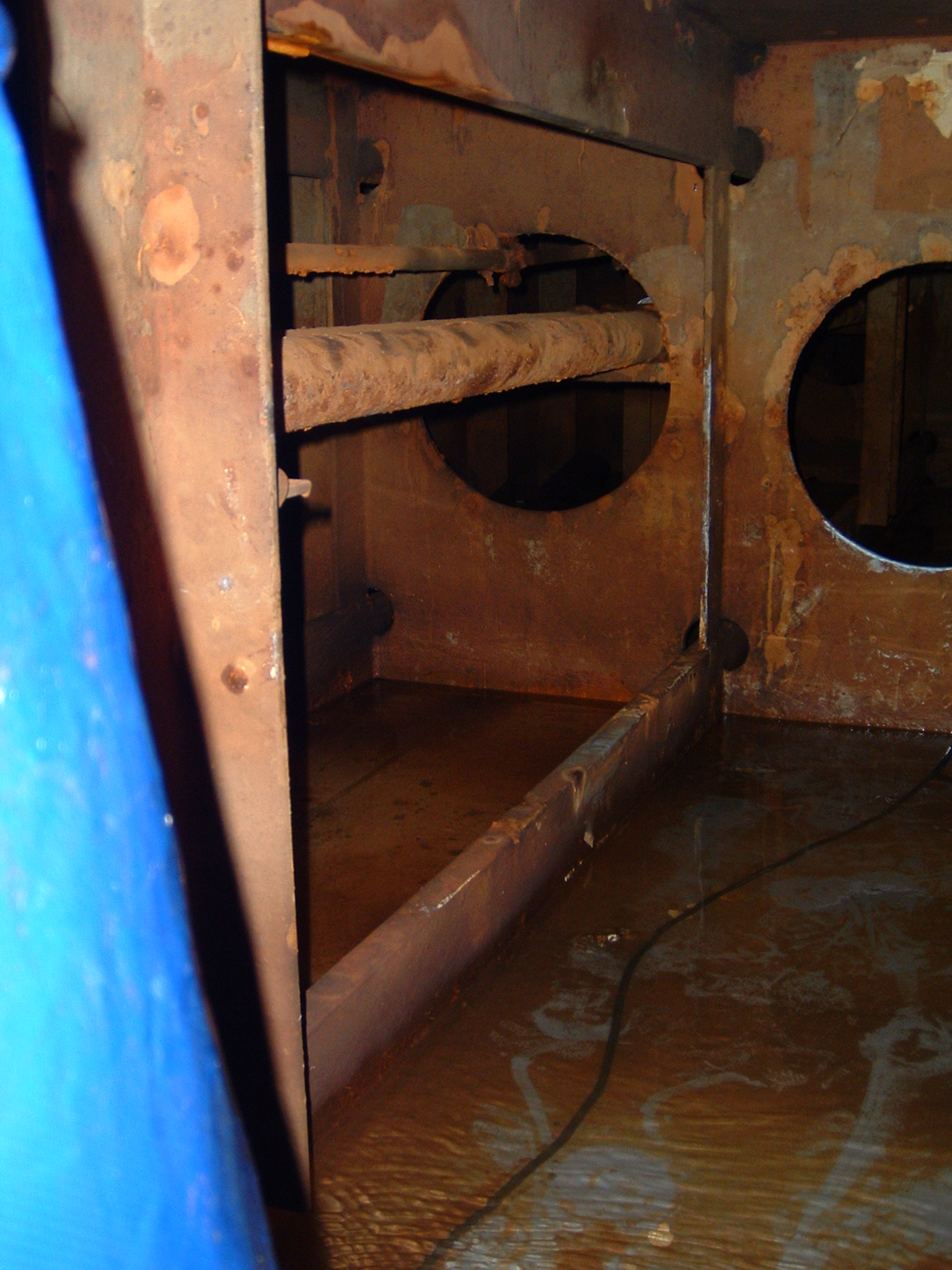
Vue du double fond d'un navire cargo servant aux ballasts.

Sur un bateau, les fonds représentent la partie basse de la cale. Ils sont situés de la flottaison à lège.
Les parties les plus profondes sont appelées les petits fonds. La zone intermédiaire entre les murailles et les fonds sont appelés bouchains.